# Crafoordska stiftelsen
Crafoordska stiftelsen är en stiftelse som grundades 1980 av företagsledaren Holger Crafoord (1908-1982). Stiftelsens huvudsakliga ändamål är att "utan vinstsyfte för viss enskild person eller organisation främja vetenskaplig undervisning och forskning samt vård, fostran och utbildning av barn och ungdom... Dessutom, men endast i en omfattning som inte står i strid med Stiftelsens ... huvudsakliga ändamål, må Stiftelsen även främja välgörande, sociala, konstnärliga, idrottsliga eller eljest allmännyttiga ändamål."
Donationerna har framför allt gått till forskningsändamål vid Lunds universitet och övriga universitet och högskolor i södra Sverige. Den största enskilda donationen gick till att bygga Holger Crafoords ekonomicentrum i Lund.
Siftelsens kapital är grundat på Holger Crafoords donationer av pengar och aktier i Gambro (ett innehav som senare har sålts av stiftelsen). Vid bildandet 1980 hade stiftelsen ett kapital på 3 miljoner kronor. 2014 var kapitalet 2,732 miljarder kronor och donationer om 1,343 miljarder kronor hade delats ut sedan starten. På 2000-talet har ungefär 40 till 80 miljoner kronor per år delats ut.

## Ordförande
- 1984–2007: Margareta Nilsson[3], dotter till Holger Crafoord
- 2008–: Ebba Fischer[2][3], dotter till Margareta Nilsson och dotterdotter till Holger Crafoord